# ماركوس جونيوس سيلانوس (قنصل عام 46)
ماركوس جونيوس سيلانوس (14-54 م)، وهو الابن البكر لـ ماركوس جونيوس سيلانوس توركاتوس [الإنجليزية] وإميليا ليبيدا [الإنجليزية]. كانت والدته حفيدة الإمبراطور أغسطس. كعضو في العائلة الإمبراطورية، يمكن اعتبار سيلانوس مرشحًا محتملاً للخلافة.